# 석골정
석골정(昔骨正)은 신라(新羅)의 왕자(王子)이자 갈문왕(葛文王)의 추봉됨 벌휴 이사금(伐休 泥師今)과 차비 김씨(次妃 金氏)아들이다.

## 생애
9대왕 벌휴 이사금(伐休 泥師今)의 장남이다. 태자로 책봉되었으나, 부왕보다 먼저 죽고, 벌휴왕이 사망할 무렵에는 그의 아들도 어려 그의 동생 이매(伊買)의 아들 내해 이사금(奈解 泥師今)이 제10대 왕으로 즉위하였다. 사후 갈문왕에 추봉되었다. 세신 갈문왕(世神 葛文王)이라고도 한다.

## 가계
- 아버지 : 벌휴 이사금
- 어머니 : 김씨(金氏) 김아도(金阿道)의 딸
  - 왕자 : 석골정(昔骨正)
- 장인 : 구도갈문왕
- 장모 : 술례부인 박씨
  - 아내 : 옥모부인 김씨
    - 아들 : 11대왕 조분이사금
    - 아들 : 12대왕 첨해이사금
- 사위 : 10대왕 내해 이사금
  - 외손녀 : 아이혜부인 석씨(阿爾兮夫人 昔氏)
    - 외증손녀 : 명원부인 석씨
    - 외증손녀 : 광명부인 석씨

  - 외증손자 : 석우로
  - 손자며느리이자 외증손녀 : 명원부인 석씨
    - 외증손자 : 16대왕 흘해이사금

  - 외손자 : 석이음
    - 외증손녀 : □소부인 박씨